# Martim Fernandes de Riba de Vizela
Martim Fernandes de Riba de Vizela (1160-?) foi um nobre cavaleiro medieval do Reino de Portugal. 
Foi possuidor do couto de Fráguas de que fazia parte Alhais e foi entregue por D. Teresa de Leão em 1128 a Garcia Garcês e sua mulher D. Elvira Mendes. 
No século XIII, o rei D. Afonso II concede a área do couto a D. Martim Fernandes de Riba de Vizela e sua mulher D. Estevainha Soares da Silva ou Estefânia Soares, ama do Infante D. Sancho. 
À morte de Martim Fernandes de Riba de Vizela o couto foi repartido em herança: à viúva coube a vila de Alhais e a D. Durando Martins, seu filho, Barrelas e Fráguas. A sua filha D. Sancha Martins casou com Martim Fernandes Pimentel. 

## Relações familiares
Filho de Fernão Peres de Guimarães (? - 1178) e de D. Usco Godins de Lanhoso, filha de D. Godinho Fafes de Lanhoso e de  Ouroana Mendes de Riba Douro. Casou com D. Estevainha Soares da Silva, filha de D. Soeiro Pires da Silva e de D. Fruilhe Viegas de Lanhoso, de quem teve:
1. Sancha Martins,  casada com Martim Fernandes Pimentel, filho de Fernão Fernandes Branco.
2. Durando Martins de Riba de Vizela, senhor do Couto de Barrelas e Fráguas
3. Mór Martins de Riba de Vizela casada com Ponço Afonso de Baião
4. Teresa Martins de Riba de Vizela casada com Martim Pires da Maia
5. Elvira Martins de Riba de Vizela casada com Pero Mendes de Gandarei, senhor da Quinta de Gandarei